# Carmen Aldecoa
Carmen Aldecoa (Turón de Mieres, 10 de diciembre de 1897-Madrid, 1988) fue oceanógrafa en España y profesora adjunta universitaria en Estados Unidos. Fue la primera científica que contrató el Instituto Español de Oceanografía.

## Biografía
Cursó el bachillerato en Oviedo y sus estudios de Ciencias Naturales en la Universidad Central de Madrid. Comenzó sus estudios de Medicina en 1915, pero a mitad de curso pasó a Ciencias Naturales. En su clase únicamente había tres mujeres, que se sentaban aparte, junto al cura que también estudiaba en esa aula. Recibieron muestras de desprecio tanto por algunos compañeros, que los llamaban "la zona de las faldas", como por profesores, alguno de los cuales llegó a decir “Señoritas, la química es una ciencia viril. Ustedes nunca serán buenas químicas”. El catedrático Odón Buen, fundador del Instituto Español de Oceanografía (IEO) y promotor de la incorporación de la mujer en el ámbito científico, contrató a Aldecoa.

### Trayectoria profesional
En 1918 comenzó a trabajar, simultáneamente con los estudios, en el Instituto Español de Oceanografía y durante ese verano recibió una beca para investigar en el Laboratorio de Santander del IEO. La prensa recogió su participación cuando, junto con otra compañera, fue encargada de conservar la cabeza y estudiar las vísceras de un tiburón capturado cerca de la costa de Santander.
Fue la primera mujer que se incorporó al IEO en 1920, cuando terminó sus estudios. Durante el año y medio que duró su estancia en esa institución recibió un ayuda para trasladarse a París, donde se especializó en "animales inferiores", como se llamaba a los invertebrados más simples. En 1921 figura como socia de la  Sociedad Ibérica de Ciencias Naturales en el  Boletín de la Sociedad Ibérica de Ciencias Naturales. En 1926 pasó formar parte también de la Real Sociedad Española de Historia Natural.
Permaneció como profesora de la Universidad Central de Madrid hasta 1932, en que volvió a su tierra tras aprobar las oposiciones como profesora de segunda enseñanza, donde estuvo un año, hasta que consiguió la cátedra de Historia natural del Instituto de Santander Menéndez Pelayo.
Por otro lado, también tomó parte en la defensa de los derechos de la mujer en el acceso a la universidad y la igualdad de derechos y participó en  Asociación de Mujeres Universitarias presidida por Clara Campoamor.
Al comenzar la Guerra Civil, en 1936, la destinaron al Colegio Cántabro de Santander que se utilizó como refugio de niñas y niños cuyos padres se encontraban en el frente. Allí conoció al que luego sería su marido, Jesús González Malo, obrero portuario y presidente del Sindicato de Trabajadores del Muelle de Santander.
Cuando se instaló en Nueva York, después de pasar por el exilio en Cuba, ejerció de profesora adjunta de español y costumbres en la Universidad de Nueva York.

### Guerra civil española
En Santander, enseñó a los hijos de la milicia y organizó una escuela, la Casa Hijo del Miliciano. Debido al recrudecimiento de la guerra, Santander era la vía de evacuación de los milicianos, hasta que en julio de 1937 las tropas franquistas tomaron la ciudad de Santander. Jesús Gonzalo Malo, salió hacia Burdeos, Francia, donde ambos se encontrarían. De allí regresaron a Barcelona, donde seguía gobernando la República.En Barcelona, Aldecoa se dedicó por completo a la evacuación de niñas y niños refugiados hacia Francia. En varias ocasiones ella misma los acompañó a Lyon, al orfanato colonia Iberia, del cual ella fue directora.

### Exilio
Al finalizar la Guerra Civil Aldecoa partió con su esposo, Jesús González Malo, a Francia y terminaron en un campo de concentración. De allí fueron a Cuba y más tarde a Estados Unidos. Aldecoa ejerció de profesora adjunta de español y civilización española en diversas universidades, entre ellas, la Universidad de Nueva York.
Mientras tanto se dedicó intensamente a la lucha contra la dictadura de Franco desde el exilio. Participó en las actividades de las Sociedades Hispanas Confederadas, una organización estadounidense de apoyo a refugiados y presos políticos. Ayudó con la redacción del periódico de las Confederadas, España Libre (Nueva York), y dio varias presentaciones en asociaciones de trabajadores de Nueva York. En ellas habló de los aspectos culturales y políticos del exilio, así como del papel de la mujer en el esfuerzo antifascista, recordó a aquellos que perdieron la vida en la lucha por la democracia y a los encarcelados en España. Imploró a las mujeres de la audiencia que continuaran la lucha por la justicia.
También colaboró con la Spanish Refugee Aid (SRA), dirigida por Nancy Macdonald, a quien acompañó en 1977 en su viaje por España tomando testimonios de los supervivientes de la Guerra Civil y que publicó en su obra Homage to the Spanish exiles, voices from the Spanish Civil War.
Elogió la figura de Milly Witkop, anarcosindicalista judía, Feminista, escritora y activista, y compañera de anarcosindicalismo y el exiliado alemán Rudolf Rocker en la primera página del periódico España Libre publicado en Tolosa. Aldecoa presenta a Milly como el complemento de Rocker. El artículo continúa en las páginas interiores reivindicando a Witcop como la creadora de Rocker.
Ejerció como editora de España Libre (Nueva York) tras la muerte de su esposo, Jesús González Malo, en 1965; sin embargo, solo pudo hacerlo hasta marzo de 1966 por motivos de salud. Pronto se jubiló y regresó a Madrid, donde siguió trabajando en la ayuda a las personas refugiadas y tomó parte en la fundación de la asociación Amigos de los Antiguos Refugiados Españoles, cuyo objetivo era tramitar las ayudas a personas refugiadas en el exilio desde España. Siguió trabajando en labores humanitarias de este tipo hasta su fallecimiento en 1980.

### Literatura
Ejerció como editora de España Libre (Nueva York) tras la muerte del editor y esposo, Jesús González Malo, en 1965; sin embargo, solo pudo hacerlo hasta marzo de 1966 por motivos de salud. Pronto se jubiló y regresó a Madrid, donde siguió trabajando en la ayuda a las personas refugiadas y tomó parte en la fundación de la asociación Amigos de los Antiguos Refugiados Españoles, cuyo objetivo era tramitar las ayudas a personas refugiadas en el exilio desde España. Siguió trabajando en labores humanitarias hasta su fallecimiento en 1980.
Aldecoa pasó su infancia jugando con los hijos de los mineros porque su padre era ingeniero en las minas asturianas de Mieres. De hecho, un minero enseñó a leer a Aldecoa. Esta experiencia fue una influencia importante en su lucha por la justicia social y política para la clase trabajadora puesto que en 1957 desde el exilio estadounidense publicó Del sentir y pensar: Libro primero con el editor exiliado Bartomeu Costa Amic asentado en México. Aldecoa no pudo escribir un segundo y tercer volumen que tenía pensado por razones de salud. Incluyó en este volumen inicial sus artículos en El Diario Montañés (Santander, 1936), España Libre (Nueva York, 1940), España Libre (Toulouse 1941, 1955) y La Prensa (Nueva York, 1951), así como material inédito como dos de sus conferencias sobre el movimiento obrero español impartidas en la Universidad de Columbia en 1952 y 1956. No recogió en este volumen algunos de sus ensayos en revistas del exilio como El correo de Asturias (Buenos Aires, 1941), y ¡Ayuda! (Cuba, 1937). Además de sus artículos y conferencias, Del sentir y pensar preserva la historia de los trabajadores españoles mediante una revisión enciclopédica de las publicaciones periódicas obreras anteriores a la Guerra Civil.
En Del sentir y pensar, Aldecoa critica las perspectivas elitistas y colonialistas que despreciaban las aportaciones del pueblo en España y en América. Para documentar aquellos involucrados en la cultura impresa proletaria, Aldecoa enumera las personas involucradas en la redacción y edición de publicaciones periódicas. Incluye a líderes sindicales y periodistas obreros, así como pensadores y políticos progresistas. Enumera periódicos obreros, entre ellos, La Federación (1869), Solidaridad (1870), El Eco de la Clase Obrera (1855) editado por Ramón Simó y Badía, La Emancipación (1872) editado por Pablo Iglesias y Anselmo Lorenzo, y la clandestina La Fraternidad (1947). Expresa su preocupación de que tales publicaciones periódicas no se conserven y el riesgo de perder el legado intelectual de los trabajadores. Aldecoa invita a los estudiosos a buscar en los archivos tales publicaciones y así examinar la escritura obrera. Según Aldecoa, el periodismo proletario instruyó a los trabajadores antes de la dictadura Franquista y continuó promoviendo "ideas emancipadoras y dignidad humana" en el exilio. Por ello, Aldecoa menciona más de medio centenar de publicaciones periódicas escritas por exiliados, entre ellas El Socialista, CNT, Adelante, La Batalla, Solidaridad Obrera, Ruta, Renovación, Cenit, Tierra y Libertad y España Libre.
Aldecoa destaca la publicación de libros serializados y traducidos en periódicos por su papel en la educación de los obreros. Aldecoa recupera autores publicados o traducidos en numerosas publicaciones periódicas proletarias, así como autores populares entre el proletariado, como Ángel Gavinet, Clarín (Leopoldo García-Alas y Ureña), Vicente Blasco Ibáñez, Benito Pérez Galdós, Miguel de Unamuno, Ramiro de Maeztu, Azorín (José Martínez Ruiz), Pío Baroja, Ramón Pérez de Ayala y José García Pradas. También destaca periódicos dedicados a la literatura y las artes, como Estudios (1930), Cuadernos de Cultura de Marín Civera (1930) y La Revista Blanca (1899). Lamenta que tales autores no se encuentren en antologías de la literatura española.[9] Por último, Aldecoa reconoce a las editoriales comerciales que imprimieron filosofía y literatura a precios asequibles para los trabajadores. Menciona, por ejemplo, Calleja, Sampere, Renacimiento, Cenit, Minerva, Zeus, y Casa Maucci.
En Del Sentir y pensar, Aldecoa elogia al periódico España Libre (Nueva York) por su lucha contra el fascismo; sin embargo, también hace hincapié en la necesidad de definir el exilio más allá de una identidad antifascista. Aldecoa pide a los anarquistas en el exilio que vayan más allá de un proyecto simplemente reactivo contra el fascismo y que construyan un nuevo mundo. Por ello, Aldecoa entrevista a Miguel Giménez Igualada, colaborador de España Libre, sobre su experiencia en los campos de concentración franceses. Giménez Igualada asegura que sus lecturas de León Tolstói, Pedro Kropotkin, Ernst Haekel, Jean-Marie Guyau, Charles Darwin, Romain Rolland, Mahatma Gandhi, José Enrique Rodó, Miguel de Cervantes y Jiddu Krishnamurti le ayudaron a sobrevivir. En su libro, Más allá del dolor (1946), Giménez Igualada insta a los lectores a superar el poder paralizante del dolor a través del poder profético de la literatura. En Del Sentir y pensar, Aldecoa coincide con Giménez Igualada en el poder de la literatura para entregar a la humanidad la capacidad de sentir.

## Obras
- Del sentir y pensar (1957). B. Costa-Amic.

## Premios y reconocimientos
- 1987 Nancy Macdonald le dedicó su libro Homage to the Spanish exiles, voices from the Spanish Civil War.[1][16]
- 1921 Admisión en la Sociedad Ibérica de Ciencias Naturales.[4]